# Nazionale maschile di pallacanestro del Marocco
La nazionale di pallacanestro del Marocco è la rappresentativa cestistica del Marocco ed è posta sotto l'egida della Federazione cestistica del Marocco.

## Piazzamenti

### Olimpiadi
- 1968 - 16°

### Campionati africani
- 1962 -  3°
- 1964 -  2º
- 1965 -  1º
- 1968 -  2º
- 1972 - 7°

- 1978 - 5°
- 1980 -  3°
- 1989 - 9°
- 1992 - 10°
- 1995 - 6°

- 1999 - 11°
- 2001 - 6°
- 2003 - 9°
- 2005 - 6°
- 2007 - 10°

- 2009 - 12°
- 2011 - 8°
- 2013 - 8º
- 2015 - 13°
- 2017 - 4°

### Giochi del Mediterraneo
- 1963 - ?
- 1979 - 6°
- 1983 - 6°
- 2005 - 8°
- 2009 - 7°

## Formazioni

### Olimpiadi
Pallacanestro ai Giochi della XIX Olimpiade4 Mimun, 5 Laghrissi, 6 Alaoui, 7 Sayed, 8 Bouazzaoui, 9 Belgnaoui, 10 el-Yamani, 11 Cherradi, 12 Riadh, 13 Allal, 14 Sebbar, 15 Diouri,        All. Barnard Ladjadj

### Campionati africani
Campionato africano maschile di pallacanestro 1978Aouad, Bouazzaoui, Mezouari, Tahori, Alaoui, Hatim, Huquet, Houari, Siwane, Yassir, Achad, Choukry, All. Jean-Paul Rebatet
Campionato africano maschile di pallacanestro 1980Mezouar, Mezouari, Siwane, Bouazza, Alaoui, Benkhaddouji, Boufarès, Yassir, Guers, el-Oufir, Achad, All. Jean-Paul Rebatet
Campionato africano maschile di pallacanestro 19894 Oussaadan, 5 Chafif, 6 Benkhadouj, 7 Boussehain, 8 Jouhri, 9 Mjahad, 10 Foundou, 11 Yatribi, 12 Haddany, 13 El, 14 Hachad, 15 Mezhar,        All. -
Campionato africano maschile di pallacanestro 19924 Oussaadan, 5 Bouhaba, 6 Sabouen, 7 Cheikh, 8 Missaoui, 9 Lahsetni, 10 Jaouani, 11 Rassam, 12 Haddany, 13 Ghoul, 14 Hachad, 15 Mahboub,        All. -
Campionato africano maschile di pallacanestro 19954 Fanjaoui, 5 Bouhaba, 6 Bendahmane, 7 Souari, 8 Mikahli, 9 Lamssay, 10 Cheikh, 11 Mtarfi, 12 Taia, 13 Kajaj, 14 Gaadoudi, 15 Lichtaf,        All. -
Campionato africano maschile di pallacanestro 19994 Bendahmane, 5 Takouri, 6 Bouzidi, 7 Souari, 8 Mouak, 9 Fanjaoui, 10 Bouhelal, 11 Abnane, 12 Taia, 13 Kajaj, 14 Aitzizi, 15 Lichtaf,        All. -
Campionato africano maschile di pallacanestro 20014 Layadi, 5 Rhalimi, 6 Mouak, 7 Bouzidi, 8 Sekour, 9 Fanjaoui, 10 Bouhelal, 11 Miloud, 12 Houari, 13 Kajaj, 14 M'Tarfi, 15 Lichtaf,        All. Moncho Monsalve
Campionato africano maschile di pallacanestro 2003Dahine, Bouibi, Masbahi, Mohammed, Redouane, Raho, Tabassir, Bassim, Bakkass, Bouhelal, Lahlifi, Abdelmalek, All. Sterling Wright
Campionato africano maschile di pallacanestro 20054 Jaquoq, 5 Khalfi, 6 Bourouis, 7 El Masbahi, 8 Bakkas, 9 Mouak, 10 Bouhelal, 11 Bouha, 12 Houari Bassim, 13 Bassine, 14 Boustout, 15 El Mouttalibi,        All. Jean-Paul Rebatet
Campionato africano maschile di pallacanestro 20074 Khalfi, 5 Rhalimi, 6 Bourouis, 7 El Masbahi, 8 Bakkas, 9 Mouak, 10 Bouhelal, 11 Kourodu, 12 Houari Bassim, 13 M'Sadia, 14 Najah, 15 Idrissi,        All. Jean-Paul Rebatet
Campionato africano maschile di pallacanestro 20094 Najah, 5 Rhalimi, 6 Rafai, 7 El Masbahi, 8 Bourouis, 9 Dahmani, 10 Laanani, 11 Zouita, 12 Houari Bassim, 13 Naji, 14 Hachad, 15 Idrissi,        All. Francis Jordane
Campionato africano maschile di pallacanestro 20114 Najah, 5 Bassine, 6 Kourodu, 7 El Masbahi, 8 Khalfi, 9 Rafai, 10 Laanani, 11 Zouita, 12 Harras, 13 Amrallah, 14 Hachad, 15 Rhalimi,        All. Francis Jordane
Campionato africano maschile di pallacanestro 20134 Harras, 5 Rhalimi, 6 Najah, 7 El Masbahi, 8 Khalfi, 9 Hjira, 10 Zangui, 11 Zouita, 12 Nadim, 13 Kourodu, 14 Lahrichi, 15 Idrissi,        All. Hassan Hachad
Campionato africano maschile di pallacanestro 20154 Harras, 5 Ait-Fatah, 6 Kourodu, 7 Lahrichi, 8 Khalfi, 9 Laânani, 10 Choua, 11 Zouita, 12 Dahmani, 13 El Makssoud, 14 Zahouani, 15 Najah,        All. Anton Vujanić
Campionato africano maschile di pallacanestro 20174 Najah, 5 Khalfi, 6 Kourodu, 7 El Masbahi, 8 Lahrichi, 9 Aboussalam, 10 Choua, 11 Benchlikha, 12 Wilkins, 13 El Makssoud, 14 Nadim, 15 Rhalimi,        All. Said El Bouzidi

### Giochi del Mediterraneo
Pallacanestro maschile ai XV Giochi del MediterraneoBaba, Bakkass, Bouhelal, Dahbi, El Asli, El Masbahi, El Mouttalibi, Hjira, Bassim, Khalfi, Mouak, Rhalimi, All. -
Pallacanestro maschile ai XVI Giochi del MediterraneoAkinocho, Bourouis, Dahmani, El Masbahi, Hachad, Houari, Idrissi, Khalfi, Najah, Naji, Rafai, Zouita, All. Francis Jordane

## Nazionali giovanili
- Nazionale Under-18
- Nazionale Under-16